# Gaz de France Stars 2004
Gaz de France Stars 2004 — тенісний турнір, що пройшов на закритих кортах з твердим покриттям у Хасселті (Бельгія). Це був перший за ліком турнір Gaz de France Stars. Належав до турнірів WTA International в рамках Туру WTA 2004. Тривав з 27 вересня до 3 жовтня 2004 року.

## Учасниці

### Сіяні
| Країна   | Гравчиня            | Рейтинг1 | Сіяна |
| -------- | ------------------- | -------- | ----- |
| Росія    | Олена Дементьєва    | 6        | 1     |
| Бельгія  | Кім Клейстерс       | 7        | 2     |
| Росія    | Олена Бовіна        | 17       | 3     |
| Хорватія | Кароліна Шпрем      | 18       | 4     |
| Італія   | Франческа Ск'явоне  | 19       | 5     |
| Італія   | Сільвія Фаріна-Елія | 20       | 6     |
| Болгарія | Магдалена Малеєва   | 22       | 7     |
| Франція  | Наталі Деші         | 24       | 8     |
| Хорватія | Єлена Костанич      | 35       | 9     |

- Рейтинг станом на 20 вересня 2004

### Інші учасниці
Нижче наведено учасниць, які отримали вайлдкард на участь в основній сітці:
- Елс Калленс
- Кароліне Мас
- Магдалена Малеєва

Нижче наведено гравчинь, які пробились в основну сітку через стадію кваліфікації:
- Анжеліка Бахманн
- Ева Бірнерова
- Ванесса Генке
- Ліндсей Лі-Вотерс

Такі тенісистки потрапили в основну сітку як a Glossary of tennis terms#щасливий лузер:
- Міхаела Паштікова
- Капучін Руссо

### Знялись з турніру
- Анка Барна
- Наталі Деші (left thigh sprain)
- Емілі Луа (pelvis injury)

## Переможниці та фіналістки

### Одиночний розряд
Кім Клейстерс —  Франческа Ск'явоне, 6–2, 6–3

### Парний розряд
Емілі Луа /  Катарина Среботнік —  Міхаелла Крайчек /  Агнеш Савай, 6–3, 6–4